# Tenbury Wells
Tenbury Wells är en stad i Tenbury i Malvern Hills i Worcestershire i England. Orten har 3 316 invånare (2001). Byn nämndes i Domedagsboken (Domesday Book) år 1086, och kallades då Tame(t)deberie.